# La Fare-les-Oliviers
La Fare-les-Oliviers är en kommun i departementet Bouches-du-Rhône i regionen Provence-Alpes-Côte d'Azur i sydöstra Frankrike. Kommunen ligger  i kantonen Pélissanne som ligger i arrondissementet Aix-en-Provence. År 2022 hade La Fare-les-Oliviers 8 953 invånare.

## Befolkningsutveckling
Antalet invånare i kommunen La Fare-les-Oliviers
Referens:INSEE